# Кантри
Ка́нтри, или кантри-му́зыка (от англ. country music, дословно — «сельская музыка») — обобщённое название формы музицирования, возникшей среди белого населения сельских районов юга и запада США, и основанной на песенных и танцевальных мелодиях, завезённых в Северную Америку ранними переселенцами из Европы. Термин кантри употребляется с 1940-х годов, до этого использовалось название хиллбилли (амер. hillbilly music).
Опираясь на англо-кельтские народные музыкальные традиции, эта музыка долгое время сохранялась в почти нетронутом виде среди музыкантов-любителей горных районов штатов Теннесси, Кентукки, Северная Каролина.
По своему содержанию песни и баллады, исполняемые кантри-музыкантами, близки к обычной для сельского фольклора тематике. Дух искусства музицирования определялся также подбором таких струнных инструментов, как гитара и мандолина; с самого начала, характерный колорит звучанию музыки придавала скрипка-фиддл — основной музыкальный инструмент американских фермеров на протяжении нескольких веков.
Влияние негритянской музыкальной культуры яснее всего проявлялось в ритмике, непринуждённо-импровизационной манере исполнения, использовании банджо и губной гармоники. Получив широкое распространение благодаря появлению грамзаписи и радио, кантри со временем стало частью популярной музыки США.
Кантри-музыка имеет тенденцию к открытым гитарным аккордам и ритмом 2/4 или 4/4. Форма вокальных номеров обычно куплетная — сольный запев и хоровой рефрен.

## Определение
Джо Уокер, исполнительный директор Ассоциации музыки кантри (англ. Country Music Association), призналась в 1970 году: «Мы провели много времени, стараясь определить, что такое кантри-песня... И в конце концов сдались»[≡].
Кентуккийский поэт-песенник Харлен Говард, сочинявший хиты жанра, сказал о кантри-музыке, что она состоит из «трёх аккордов и правдивости»[≡].
По мнению исследователя жанра Дона Кусика, кантри-музыка опознаётся самой аудиторией. Звукозаписывающие компании, радио, печать — все они тоже определяют, что относить к кантри-музыке. И всё же последнее слово остаётся за слушателем.

## История

### Истоки

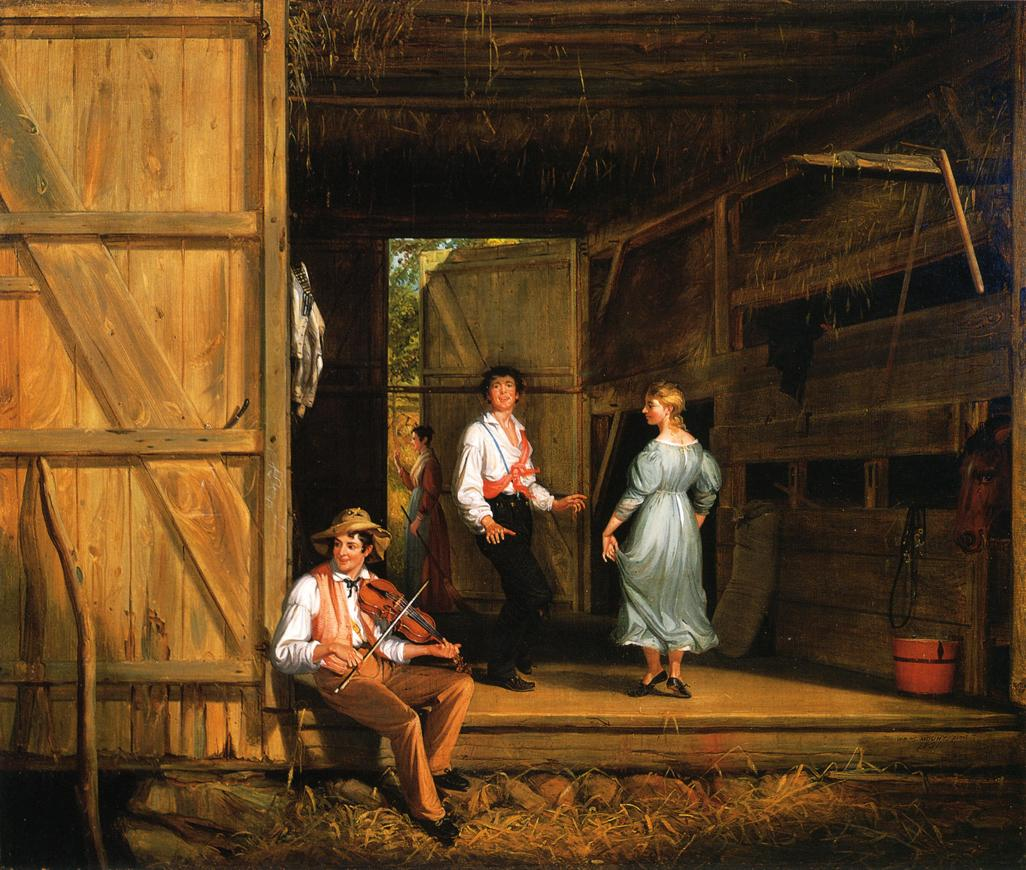
На картине «Сельские танцы» (1831) американский художник Вильям Сидней Маунт изобразил типичную сцену сельского отдыха: танцы под фиддл-музыку

Старинные песни и мелодии в США часто считаются фольклором, частью культурного наследия страны. В 1904 году исследовательница Эмма Белл Майлз отмечала:

Считается, что у Америки нет народной музыки, ничего отчётливо родного, из чего может вырасти национальная школа передового композиторского искусства. Между тем, есть скрытый горами Кентукки… народ, о чьей внутренней природе и музыкальном выражении почти ничего ещё не было сказано.
Оригинальный текст (англ.) It is generally believed that America has no folk music, nothing distinctively native out of which a national school of advanced composition may arise. But there is hidden among the mountains of Kentucky... a people of whose inner nature and musical expression almost nothing has been said.

У музыки кантри есть два основных источника: фольклорные, передаваемые из поколения в поколение, и авторские песни, написанные для исполнения перед аудиторией.
Уэйн Эрбсен отмечает, что жители горных районов юго-востока приветствовали усовершенствования, которые делали их жизнь проще, но не стремились совершенствовать культуру; возможно, это шло от упрямства выходцев из Шотландии, Ирландии и Германии, заселивших эти горные районы. Музыкальные и танцевальные традиции были глубоко заложены в них. Возможно поэтому, изменения почти не касались их старинной музыки. Когда фиддлер подбирал мелодии для игры на танцах, то он неизменно выбирал из знакомых всем мелодий. Если же он был одним из тех немногих музыкантов-сочинителей, то он извинялся за тот факт, что это его собственная композиция.

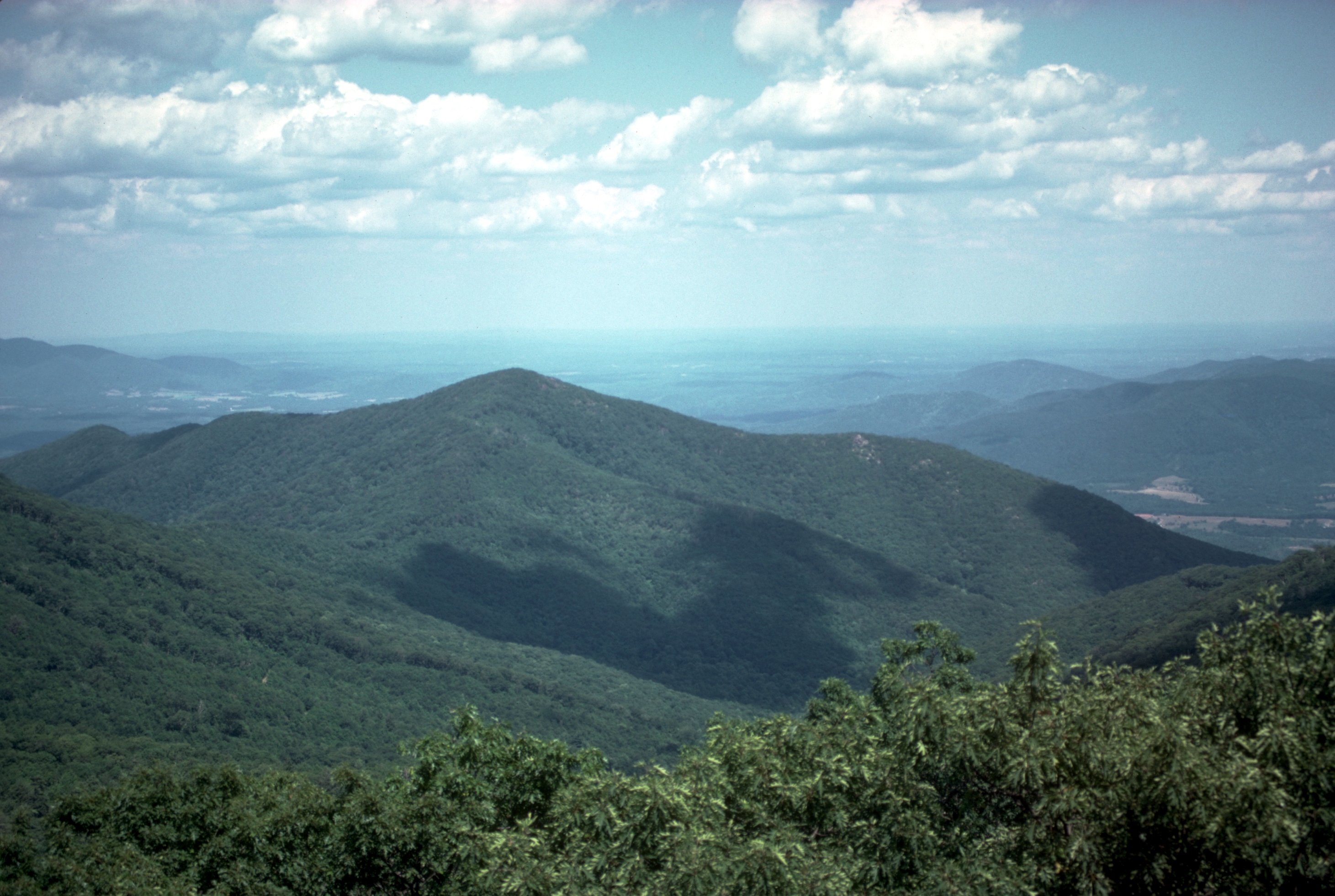
Аппалачи, Северная Каролина

Когда в 1920-х годах музыканты с юга США начали исполнять старинные народные песни на радио и записывать их на грампластинки, то коммерческий подход разграничил жанры фольклор и кантри (хотя сам термин появился позже). С тех пор как песни начали исполняться для широкой аудитории, они стали представлять собой часть «стиля», необходимого для коммерции.
Тогда ещё не знали, как называть эту музыку. Принадлежность фольклору просматривается через названия, которые придумывали звукозаписывающие фирмы: «знакомые старинные мелодии» (англ. old familiar tunes) или «старинная музыка» (англ. old-time music).
Создав первых звёзд кантри-музыки, радио и грамзапись подвели кантри-музыку под мейнстрим, сведя всё её огромное разнообразие к нескольким стилям. Вследствие такого развития, коммерчески ориентированная кантри-поп-музыка стала, со временем, мейнстрим-музыкой, с переориентацией на некоторые другие стили для более широкого круга слушателей. В то же время, такие стили как блюграсс, остались у своих корней.

### Первые записи

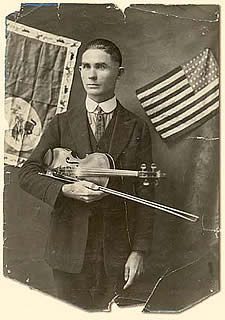
Эк Робертсон

Коммерческая звукозаписывающая индустрия кантри-музыки началась в 1920-х годах. В 1922 году в Атланте Генри Джиллиленд (англ. Henry Gilliland) и Эк Робертсон записали первые успешные кантри-композиции «Арканзасский бродяга», «Индюк в соломе», «Форкед-Дир» (англ. Forked Deer) и «Яблоневый цвет» (англ. Apple Blossom). Затем Эк Робертсон записал ещё 6 композиций, одна из которых — «Sallie Gooden» — вышла 1 сентября на грампластинке. Известны также грампластинки фиддлера Вильяма Би Хоучинса из Кентукки, который записал 18 сентября 1922 года несколько композиций для лейбла Gennett.
Первая коммерчески успешная запись, ставшая потом известной под ярлыком кантри-музыки и, вследствие этого, давшая начало «хиллбилли-бизнесу», была сделана 23 июня 1923 года. Фиддлин Джон Карсон записал «Old Hen Cackled and the Roosters Gonna Crow» и «The Little Old Log Cabin in the Lane» для лейбла «Окей». Эта запись была сделана в Атланте, напечатана в Нью-Йорке, а затем снова отправлена в Атланту на продажу.
«The Little Old Log Cabin in the Lane» является на сегодня первой документально зафиксированной песней в стиле кантри — она была написана в 1871 году Уиллом Хейсом из Цинциннати для выступления менестрелей. «Old Hen Cackled and the Roosters Gonna Crow» — старинная фиддл-мелодия, передававшаяся из поколения в поколение. Никто не знает, когда она была написана, каждый музыкант исполнял её по-своему. Эта мелодия игралась на протяжении многих лет, когда люди танцевали, отдыхали и развлекались. Джон Карсон, прагматичный человек, отметил успех своей записи словами «придётся бросить гнать самогон и начать делать грампластинки»[≡].

### Становление жанра
С октября 1925 года кантри регулярно звучит по радио — появляется радиошоу «Старая Гранд-опера» (англ. Grand Ole Opry), по сей день транслирующее концерты лучших кантри-групп и исполнителей в прямом эфире.
1930-е годы стали временем расцвета вестерн-свинга, популяризованного коллективом Боба Уиллса на основе раннего хиллбилли, диксиленда и свинга.
В 1940-х кантри укрепило позиции в музыкальной индустрии. Особенно повлиял на популярность жанра Хэнк Уильямс (1923—1953), достигший к концу 1940-х национального успеха и не только задавший имидж исполнителя кантри на несколько поколений вперёд, но и обозначивший типичные темы лирики кантри — трагическая любовь, одиночество и тяготы рабочей жизни. Стиль Хэнка Уильямса и его многочисленных подражателей иногда называют хонки-тонк.
В тот же период обрели популярность и другие направления музыки кантри: блюграсс, в котором доминировал Билл Монро, а также два стиля, основанные на сюжетах из американской истории и жизни Дикого Запада — историческая баллада, бум которой породил Джонни Хортон своим хитом Battle of New Orleans, и ковбойская баллада — переосмысление старой концепции «поющего ковбоя», ещё в 1920-е с успехом применяемой на сцене коллективами вроде «англ. Otto Gray and his Oklahoma Cowboys» и вошедшая в моду благодаря успеху альбома Gunfighter Ballads and Trail Songs (1959) Марти Роббинса.
Во второй половине 1950-х годов музыка кантри вобрала в себя элементы других стилей (госпела, ритм-энд-блюза) и появилось рокабилли — музыкальное направление, ставшее одним из составляющих рок-н-ролла. С рокабилли начали творческий путь такие певцы и музыканты, как Элвис Пресли, Карл Перкинс и Джонни Кэш, записывавшиеся в мемфисской студии Sun Records.

### 1970—1980-е годы
К началу 1970-х годов в индустрии кантри обозначились два полюса: с одной стороны это связь с музыкальной традицией и тематикой хиллбилли, с другой — тяготение к эстраде и массовому слушателю. Именно популярность одного из этих двух уклонов с тех пор будет определять жанр в тот или иной период. В русле традиционной кантри начали карьеру Лоретта Линн, Мерл Хаггард, Вилли Нельсон и Вэйлон Дженнингс. Однако наибольший успех во второй половине 1970-х годов получили как раз исполнители, в большой степени стёршие границы между кантри и эстрадой: Долли Партон, Конвей Твитти, Глен Кэмпбелл, Энн Мюррей, Кенни Роджерс, Барбара Мандрелл, записи которых настолько мало отличались от исполнителей поп-музыки, что между кантри-радиостанциями возникли ожесточённые споры о том, насколько та или иная песня вписывалась в их формат. Наивысшего пика такая поп-кантри достигла на рубеже 1970-х—1980-х годов — не в последнюю очередь благодаря фильму «Городской ковбой», вызвавшему массовый интерес к кантри-музыке.
Противовес эстрадной кантри был дан в лице нового поколения исполнителей: Джордж Стрейт, Джин Уотсон, Патти Лавлесс; именно это направление, получившее название неотрадиционализма, одержало верх в индустрии кантри к концу 1980-х годов.

### 1990-е годы
В то время данная музыка звучала у Джорджа Стрейта, Тима Макгро, Алана Джексона. Международного успеха добилась канадская певица Шанайя Твейн, сочетавшая кантри с поп-музыкой и роком.
Тенденция к насыщению кантри элементами популярной музыки, джаза и фолк-музыки ещё более очевидна в творчестве таких современных исполнителей, как Гарт Брукс, Тим Макгро, Лиэнн Раймс, Кэрри Андервуд, Минди Маккриди. Так, наиболее успешный сингл Макгро был записан в дуэте с рэпером Нелли, а ветеран Вилли Нельсон недавно выпустил альбом с ярко выраженными элементами стиля регги.

#### Альт-кантри
Альт-кантри — направление, получившее широкое распространение в 1990-е годы. К нему обратилась группа разнообразных музыкантов, отошедших от привычных канонов жанра. Лирика стала депрессивной, готической и злободневной. Представители альтернативного кантри — 16 Horsepower, Стив Эрл, Uncle Tupelo, Son Volt, Ryan Adams и другие.

### 2000-е годы
Несколько рок и поп-звёзд рискнули попробовать себя в качестве исполнителей кантри. В 2000 году Ричард Маркс записал пять песен в этом жанре. Группа Bon Jovi выпустила сингл «Who Says You Can’t Go Home» совместно с солисткой кантри-коллектива Sugarland. Также к кантри обратились такие рок-исполнители, как Дон Хенли и Poison. Успешно продаётся немецкая кантри-группа Texas Lightning. Джозеф Пул (Wednesday 13) основал кантри-проект под названием Bourbon Crow. Певица Тейлор Свифт долгое время работала в жанре кантри, пока в 2014 году не переключилась на поп-музыку. Рок-музыкант Зак Браун создал в 2004 году собственную кантри-группу Zac Brown Band.

### 2010-е годы
По мере того, как музыкальная индустрия продолжала испытывать финансовые трудности, а некогда доминирующие виды музыки, такие как хип-хоп, стали демонстрировать худшие результаты в чартах, аудитория кантри улучшилась и увеличилась. Так, показанную 7 апреля 2013 года церемонию вручения премии Academy of Country Music Awards на канале CBS посмотрели 15,5 миллиона зрителей, что было самой большой аудиторией за 15 лет.

## Кантри-музыка на телевидении
Основные музыкальные телеканалы в Соединённых Штатах Америки, ведущие трансляцию музыкальных и развлекательных передач в стиле кантри, — Country Music Television и The Country Network.

Известные кантри-исполнители
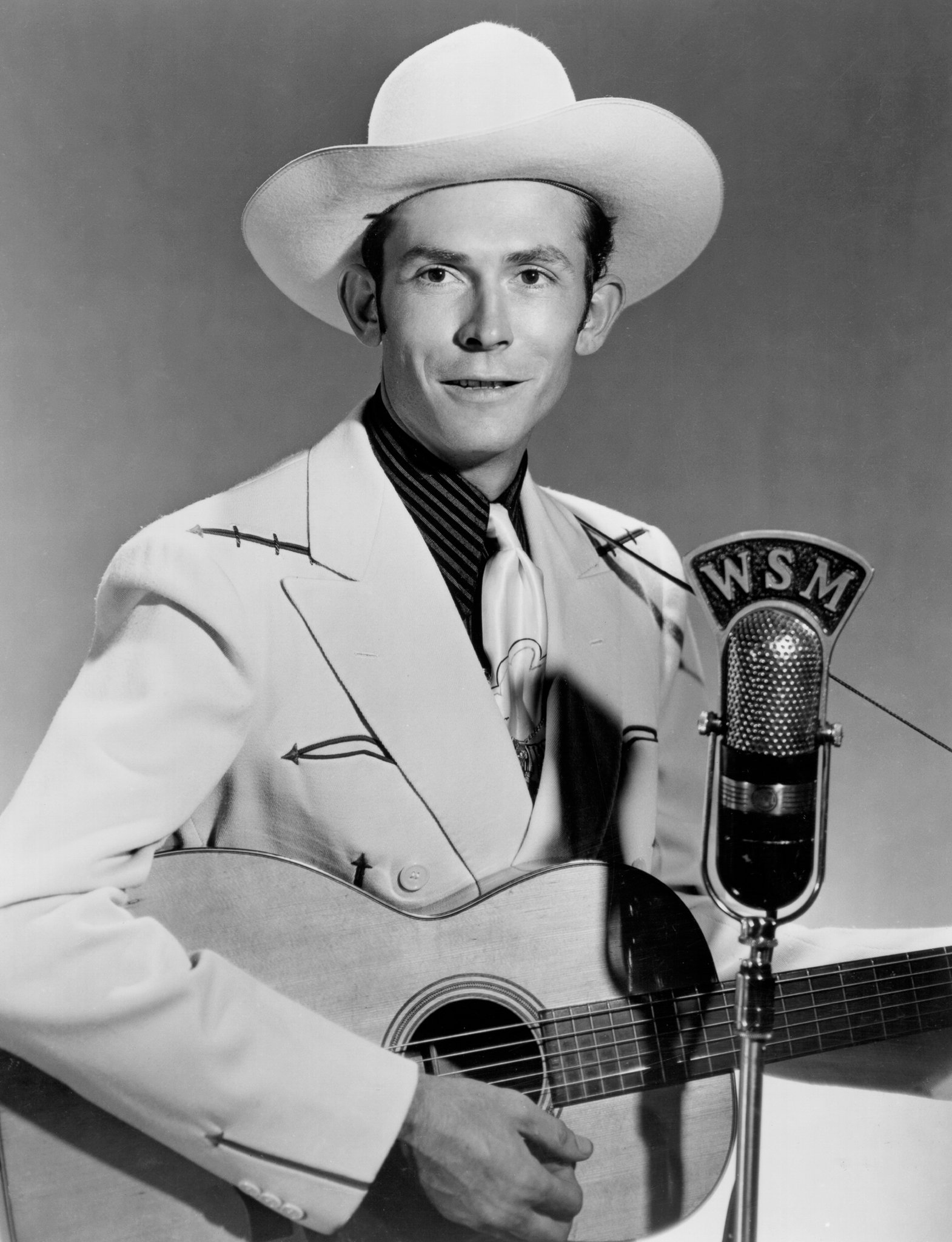
Хэнк Уильямс. 1951
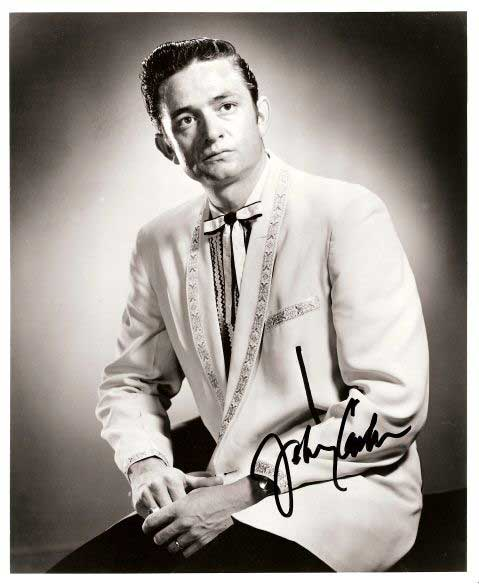
Джонни Кэш. 1955
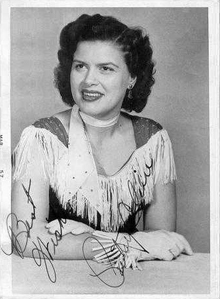
Пэтси Клайн. 1957
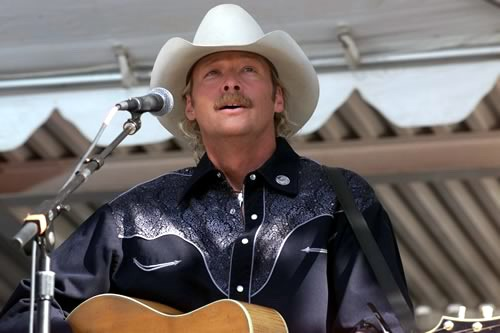
Алан Джексон. 2002

## Величайшие кантри-альбомы по версииRolling Stone
В 2022 году американский журнал Rolling Stone опубликовал список 100 величайших, по их мнению, кантри-альбомов всех времён, в котором места с 1-го по 10-е заняли:
1. Долли Партон — Coat of Many Colors (1971)
2. Уэйлон Дженнингс — Dreaming My Dreams[англ.] (1975)
3. Вилли Нельсон — Red Headed Stranger[англ.] (1975)
4. Рэй Чарльз — Modern Sounds In Country And Western Music[англ.] (1962)
5. The Chicks — Fly (1999)
6. Люсинда Уильямс — Car Wheels on a Gravel Road[англ.] (1998)
7. Мерл Хаггард — Serving 190 Proof[англ.] (1979)
8. Шанайя Твейн — Come On Over (1997)
9. Рэнди Трэвис — Storms Of Life[англ.] (1986)
10. Тейлор Свифт — Fearless (2008)